# Jennen (Dornbirn)

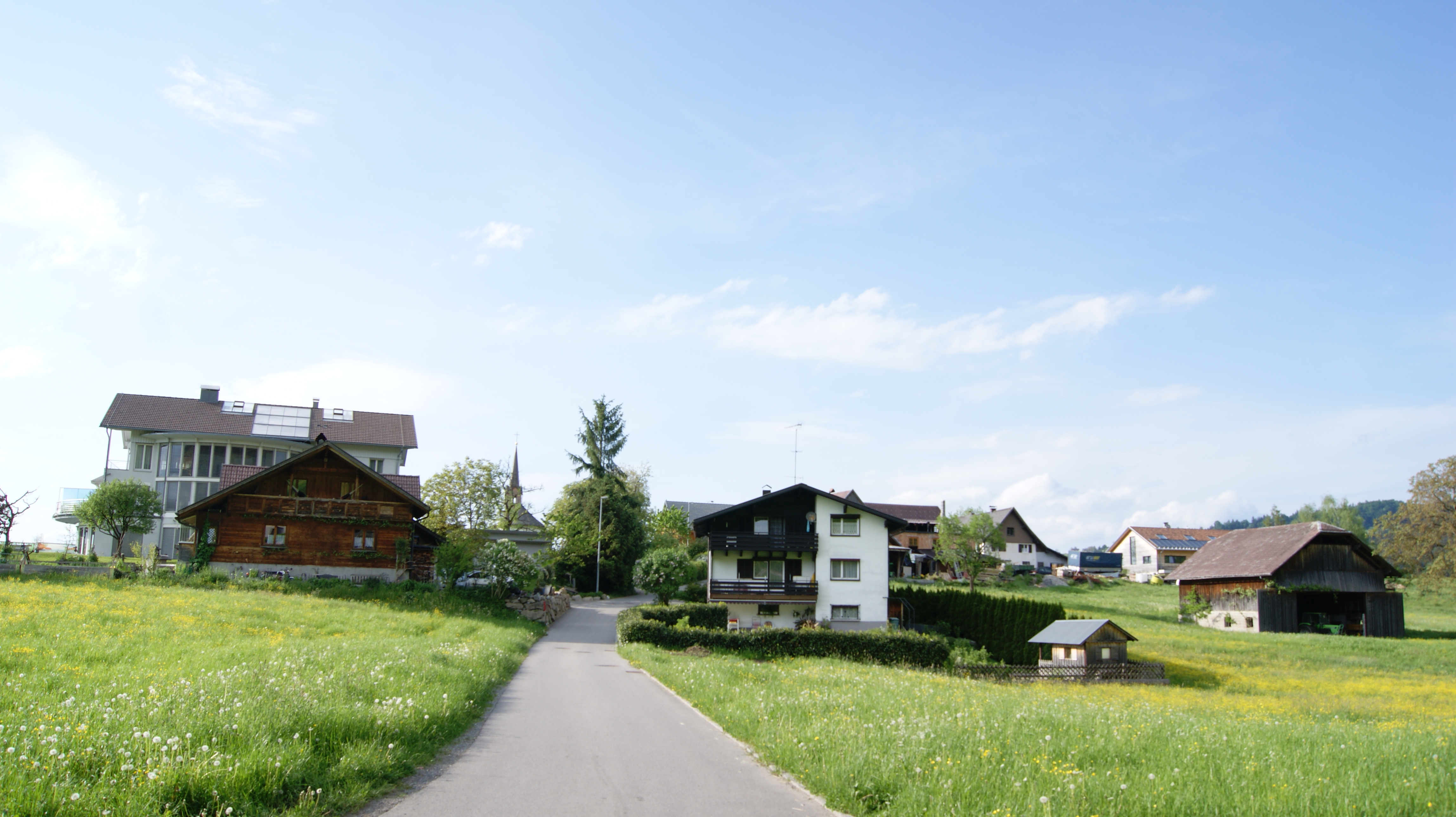
Jennen in Dornbirn

Jennen ist eine Rotte im äußersten nordöstlichen Gemeindegebiet der österreichischen Stadt Dornbirn, Bundesland Vorarlberg. Jennen gehört zum ältesten Dornbirner Siedlungsgebiet.

## Namensherkunft
Im Jahre 1431 sei ein „Henni zum Bühel“ historisch belegt. Henni sei wie Jenni eine Form im Walserischen für Johann. Der Einfluss abgewanderter Walser ist für diese Zeit in Dornbirn sei mehrfach belegt.

## Geografie

### Überblick
Jennen liegt als Teil des Bezirks Haselstauden im Nordosten des Dornbirner Siedlungsgebiets auf etwa 670 m ü. A. am Achrain gelegen und ist vom Stadtzentrum von Dornbirn etwa 4 km Luftlinie entfernt.

### Nachbargemeinden
|                         | Achrain (Dornbirn) |                  |
| Heilgereuthe (Dornbirn) |                    | Tobel (Dornbirn) |
|                         | Hauat (Dornbirn)   |                  |

## Bevölkerung und Bebauung
1857 lebten 26 der damals knapp 1.000 Haselstauder in Jennen (2,6 %) in fünf Häusern. Aktuelle Bevölkerungszahlen werden nicht mehr veröffentlicht. Heute bestehen mehr als 10 Wohngebäude.
In Jennen befindet sich die römisch-katholische Kapelle Maria Hilf.

## Verkehr
Durch die L49 – Achrainstraße, auch „Wälderstraße“, verfügt Jennen über einen Anschluss an das Dornbirner und Bregenzerwälder Verkehrsnetz. Durch den öffentlichen Personenverkehr (Omnibus) wird die nahe gelegene Haltestelle Achrain Ebene bedient.

## Gewässer
Zwischen Jennen und Hauat entspringt eine Quelle des Rothenbachs, der in die Schwarzach mündet. Die Schwarzach bildet wiederum einen Teil der Grenze von Dornbirn zu Bildstein bzw. Schwarzach.